# Олбрайт, Мадлен
Ма́длен Корбел О́лбрайт (англ. Madeleine Korbel Albright, имя при рождении Мария Яна Корбелова, чеш. Marie Jana Korbelová; 15 мая 1937, Прага, Чехословакия — 23 марта 2022, Вашингтон, США) — американский дипломат и политический деятель, первая женщина в должности государственного секретаря США (1997—2001), постоянный представитель США при ООН (1993—1997).

## Биография

### Семья
Родилась в Праге в семье Йозефа и Анны Корбел. Богемская еврейка. В момент рождения дочери Йозеф Корбел работал пресс-атташе в посольстве Чехословакии в Белграде.
После оккупации Чехословакии (март 1939 года) Йозеф с женой и дочерью переехали в Лондон. В Лондоне Корбел работал советником в эмигрантском правительстве Бенеша. Находясь в Англии, Корбелы перешли в католицизм.
После войны Корбелы вернулись в Чехословакию; Йозеф был направлен послом в Югославию и находился на этом посту до мая 1948 года. После прихода к власти коммунистов Корбел подал прошение о политическом убежище в США, утверждая, что в противном случае будет неизбежно арестован за свою преданность идеалам демократии. Убежище было предоставлено, после чего при помощи фонда Рокфеллера Корбел получил место преподавателя Денверского университета в США.
Многие еврейские родственники Олбрайт, включая трёх родителей её родителей, погибли во время Холокоста.

### Образование
Училась в католическом пансионе в Швейцарии; окончила среднее образование в школе Kent Denver в Денвере (1955). К моменту переезда в США 11-летняя Мадлен имела опыт жизни в разных странах и владела четырьмя языками.
В 1959 году получила степень бакалавра политологии в частном женском колледже Уэллсли.  В 1957 году получила американское гражданство. В 1975 году получила степень доктора философии.
Свободно владела английским, русским, чешским и французским языками; читала по-польски и по-сербохорватски.

### Политическая деятельность
Политическую деятельность Олбрайт начала в качестве активиста Демократической партии США, в 1972 году вошла в команду сенатора Эдмунда Маски, в 1976—1978 годах была его помощником по вопросам законодательства.
В конце 1970-х годов Збигнев Бжезинский, занимавший в то время пост советника президента Картера, помог Олбрайт получить её первую должность в правительстве. В её обязанности входила связь офиса Бжезинского с Конгрессом.
После поражения демократов в борьбе за Белый дом в 1982—1993 годах была профессором Джорджтаунского университета, вела семинар по политике СССР и стран Восточной Европы, руководила программой «Женщины во внешней политике», была президентом Центра за национальную политику.
Во время правления республиканцев продолжала активно поддерживать демократов; была советником по внешней политике в президентских компаниях Уолтера Мондейла и Майкла Дукакиса.
В 1982 году приняла участие в программе «Чтобы Польша была Польшей», чтобы выразить поддержку «Солидарности».

### Работа в ООН
В 1992 году Олбрайт стала советником Билла Клинтона и после его избрания на пост президента была назначена на пост постоянного представителя США при ООН. Во время работы в ООН она была в крайне натянутых взаимоотношениях с Генеральным секретарём ООН Бутросом Гали.
Поддерживала санкции против Ирака. В 1996 году дала крайне неоднозначный ответ в интервью с Лесли Шталь в телепрограмме CBS «60 минут». Когда Шталь спросила Олбрайт о последствиях санкций против Ирака: «Мы слышали, что погибло полмиллиона детей. Я имею в виду, это больше детей, чем погибло в Хиросиме. И, вы знаете, стоит ли это того?». Олбрайт ответила: «Я думаю, что это очень тяжёлый выбор, но цена — мы думаем, что она того стоила». Впоследствии она выразила сожаление об этих словах.
Настойчиво выступала в защиту демократии в международных делах. Имея близкое личное знакомство с политикой нацизма и коммунизма, активно выступала в защиту прав человека и против авторитарных режимов, даже если это требовало военного вмешательства.

### Государственный секретарь

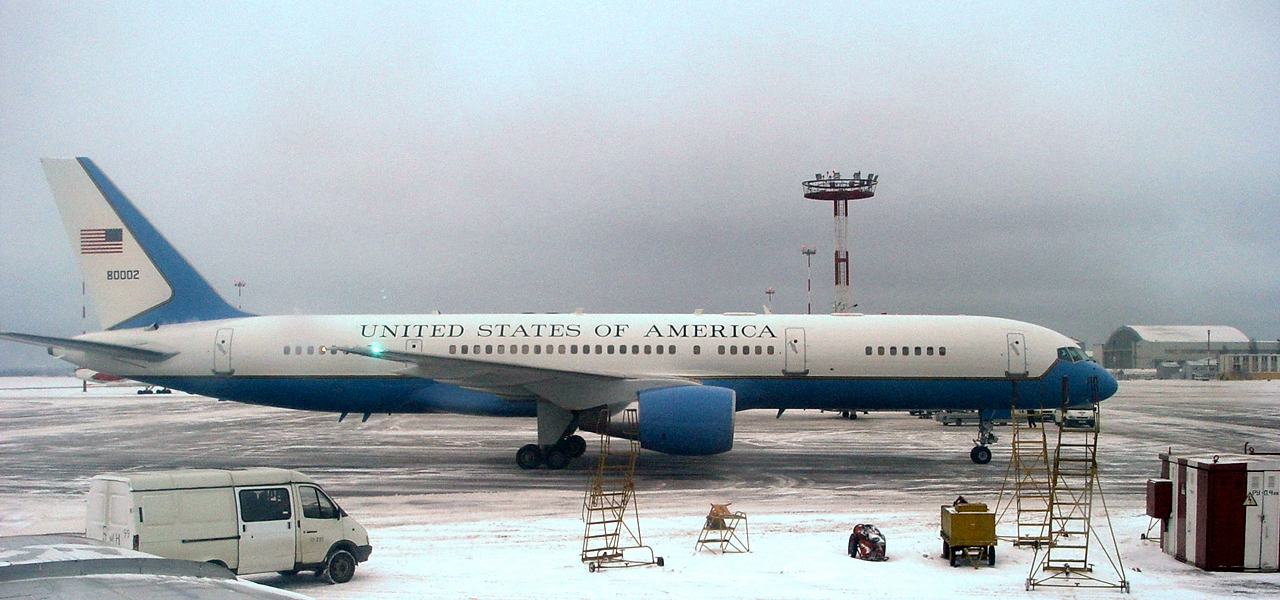
Визит в Москву в декабре 2003

В 1997 году была назначена на пост государственного секретаря в администрации президента Клинтона и стала первой женщиной на этом посту.
Олбрайт была сторонницей жёсткого курса США в международных отношениях, выступала за усиление позиций США в НАТО, за всемерную защиту интересов США, не останавливаясь и перед применением военной силы.
Лично участвовала в выборе целей во время бомбардировки Югославии силами НАТО. Во время её работы исламскими террористами были взорваны посольства США в Кении и Танзании. В 2000 году она нанесла визит в Северную Корею и встретилась с Ким Чен Иром.

### Дальнейшая деятельность
25 сентября 2007 года, вместе с несколькими другими госсекретарями США в отставке, подписала письмо, призывающее Конгресс США не принимать резолюцию 106 о геноциде армян.
За день до начала военного вторжения России на территорию Украины газета The New York Times опубликовала колонку бывшего госсекретаря. В ней Олбрайт писала, что нападение Кремля на соседнюю страну станет исторической ошибкой Москвы.

## Смерть
23 марта 2022 года умерла в Вашингтоне на 85-м году жизни от рака.
Прошедшую 27 апреля 2022 года похоронную церемонию прощания в Национальном кафедральном соборе в Вашингтоне посетило более 1000 человек, включая президента Джо Байдена, Барака Обаму, Билла и Хиллари Клинтон, Кондолизу Райс, а также Саломе Зурабишвили и Вьосу Османи. Олбрайт является второй из государственных секретарей США и второй представительницей Демократической партии США на этом посту, похороненных в соборе, после Корделла Халла.

## Приписываемая фраза о Сибири
В России Мадлен Олбрайт часто приписывают утверждение, что единоличное обладание Россией Сибирью якобы «несправедливо», и Сибирь следует поставить под международный контроль. Эту цитату регулярно упоминает в своих интервью ряд российских государственных деятелей: Владимир Путин, директор ФСБ Николай Патрушев, вице-премьер РФ Дмитрий Рогозин, председатель Комитета Государственной Думы РФ по международным делам Алексей Пушков и другие. Никаких ссылок на источник цитаты никто из упоминавших её никогда не даёт.
В октябре 2007 года на передаче Прямая линия с Владимиром Путиным 70-летний сотрудник новосибирского Института ядерной физики Александр Сиберт попросил президента России прокомментировать фразу Олбрайт, что «колоссальные естественные богатства Сибири несправедливо принадлежат одной России». Путин ответил: «Я не знаком с этим высказыванием госпожи Олбрайт, но знаю, что такие идеи в головах некоторых политиков бродят». В 2014 году Владимир Путин на своей пресс-конференции, объясняя экономические трудности страны после присоединения Крыма, вновь коснулся этой темы: «Нет, это не расплата за Крым. Это расплата, это плата, вернее, за наше естественное желание самосохраниться как нация, как цивилизация, как государство. […] Ведь мы же почти от официальных лиц слышали многократно, что несправедливо, что Сибирь с её неизмеримыми богатствами вся принадлежит России. Как несправедливо? А отхапать у Мексики Техас — это справедливо?». В мае 2021 года политик вновь вернулся к данной теме и заявил, что «кто-то осмеливается публично говорить», что «несправедливо, что богатства Сибири принадлежат только одной стране».
Существует несколько первоисточников этой цитаты, опубликованных исключительно в российских СМИ:
- Наиболее ранним из обнаруженных упоминаний этой цитаты[31][неавторитетный источник] является интервью кинорежиссёра Никиты Михалкова газете «Аргументы и факты» 9 февраля 2005 года. В нём он возмущается этим высказыванием Олбрайт[32], не указывая источник цитаты[24].
- Первое упоминание этой фразы в интернете, которое удалось обнаружить журналистке «Новой газеты» Юлии Латыниной, относится к июню 2005 года. Местом её размещения стал forum.germany.ru, а автором — Nataly1001. По мнению журналистки, учётная запись могла принадлежать троллю[33].
- В 2006 году в интервью «Российской газете» бывшего генерал-майора ФСО Бориса Ратникова, который в 1990-х годах служил в охране президента Бориса Ельцина. По его словам, в 1999 году российские спецслужбы с помощью соответствующих «методик», используя фотографию политика, сканировали её мозг и обнаружили там «патологическую ненависть к славянам» и желание присвоить Сибирь[24][33][34][35].

Сама Олбрайт категорически отрицала приписываемую ей фразу, заявив: «Я не делала этого заявления, и притом я никогда не думала так».

## Обвинение в ненависти к сербам
В октябре 2012 года, во время акции подписания своей новой книги «Пражская зима» в книжном магазине Neoluxor в Праге к Олбрайт подошла группа активистов из чешской организации «Друзья сербов в Косово» и предложила подписать фотографии, изображавшие сербов, погибших во время войны в Косово в 1999 году. Мадлен Олбрайт прогнала их возгласами «Мерзкие сербы, убирайтесь!». Протестующие были изгнаны, а на место акции прислана полиция. Видео инцидента было размещено на сайте YouTube. Позже протестующие подали на Олбрайт в суд, обвинив её в разжигании межнациональной розни и неуважении к жертвам войны.

## Личная жизнь
В 1959 году вышла замуж за журналиста Джозефа Медилла Паттерсона Олбрайта, с которым она познакомилась на временной работе в газете Denver Post. В браке родились трое дочерей. В 1982 году их брак распался.
Когда газета The Washington Post сообщила о еврейском наследии Олбрайт вскоре после того, как она стала госсекретарем в 1997 году, она сказала, что отчет стал большим сюрпризом для неё. Олбрайт призналась, что только в возрасте 59 лет узнала, что оба её родителя родились и выросли в еврейских семьях. Целая дюжина её родственников в Чехословакии, включая троих её бабушек и дедушек, была убита во время Холокоста.

## В культуре и искусстве
- Образ 64-го Госсекретаря США послужил прототипом персонажа музыкального клипа «Anthem for the Year 2000» на одноимённую композицию австралийской рок-группы Silverchair.
- В Художественном музее Денвера c 15 апреля по 17 июня показывалась личная коллекция из 200 брошек Мадлен Олбрайт. Выставка называлась Read my Pins, что можно перевести как «Читайте по моим брошкам». Дело в том, что Олбрайт надевала на дипломатические переговоры различные по внешнему виду броши, чтобы сообщить о своём настроении оппонентам[48].
- Олбрайт снялась во второй серии второго сезона и в первой серии пятого сезона американского телесериала «Государственный секретарь» в роли самой себя.
- В сериале «Парки и зоны отдыха» на столе у главной героини, Лесли Ноуп, стоит фотография Мадлен Олбрайт[49].
- Наряду с другими политиками периода операции «Союзная сила», упомянута (как «Малена Одврајт») в популярной сатирической песне «Они су они[серб.]» сербской радиопостановки «Индексово радио позориште[серб.]».

## Награды
- Президентская медаль Свободы (США, 2012)[50].
- Большой крест ордена Белого льва (Чехия, 1997).
- Большой крест ордена Заслуг перед Республикой Польша (Польша, 13 июля 2009)[51].
- Гранд-офицер ордена Заслуг (Венгрия, 2000)[52]
- Орден Королевы Елены (Хорватия, 21 августа 2000)[53].
- Орден Креста земли Марии 1 класса (Эстония, 5 февраля 2004)[54].
- Памятный знак за личный вклад в развитие трансатлантических отношений Литвы и по случаю приглашения Литовской Республики в НАТО (Литва, 12 февраля 2003)[55].
- Орден Свободы (Республика Косово).
- Серебряная медаль председателя Сената Чехии (Чехия, 23 октября 2019)[56].

## Книги
- Madam Secretary (2003) ISBN 0-7868-6843-0
- The Mighty and the Almighty: Reflections on America, God, and World Affairs (2006) ISBN 0-06-089257-9,

#### Переводы на русский язык
- Олбрайт М. Госпожа госсекретарь. Мемуары Мадлен Олбрайт. — М.: Альпина Бизнес Букс, 2004. — 688 с. — ISBN 5-9614-0032-8.
- Олбрайт М. Религия и мировая политика / пер. с англ. А. Денисов. — М.: Альпина Бизнес Букс, 2007. — 352 с. — ISBN 978-5-9614-0502-6.

### Комментарии
1. ↑  По её собственным словам: «…была воспитана как католичка, перешла в Епископальную церковь. О еврействе своей семьи узнала позднее.» («Madeleine Albright and Big Bang actress 'ready to join Muslim registry'» Архивная копия от 26 января 2017 на Wayback Machine)
2. ↑  Родители Йозефа Корбела, соответственно дед и бабка Мадлен, остались в Чехословакии и погибли во время Холокоста.
3. ↑  Одним из студентов Корбела была Кондолиза Райс, в будущем первая женщина Советник по безопасности (2005) и Госсекретарь США (2005)
4. ↑  Бжезинский был преподавателем Олбрайт в Колумбийском университете[7].
5. ↑  В это время муж Олбрайт внезапно расторг их брак после 23 лет совместной жизни[7].
6. ↑  Сенат утвердил  кандидатуру Олбрайт единогласно[7].
7. ↑  Олбрайт была единственной женщиной среди 15 представителей в Совбезе ООН[7].